# 新疆生产建设兵团第十三师黄田农场
新疆生产建设兵团第十三师黄田农场是中华人民共和国新疆生产建设兵团第十三师下辖的一个农场，与新疆维吾尔自治区新星市黄田镇实行“场镇合一”的管理体制。

## 行政区划
新疆生产建设兵团第十三师黄田农场下辖以下单位：
机关社区、农一连、农二连、农三连、农四连、园一连、园二连、园三连、园四连、园五连、园六连、园七连和牧业服务中心生活区。